# Michael Wendt (Politiker)

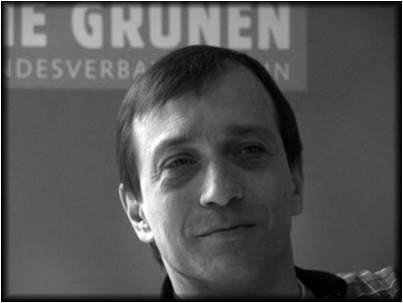
Michael Wendt, 2002

Michael Wendt (* 1. Dezember 1955 in Berlin; † 22. Januar 2011 ebenda) war ein deutscher Politiker und Gründungsmitglied der Alternativen Liste in West-Berlin, dem späteren Landesverband Berlin von Bündnis 90/Die Grünen.

## Politische Laufbahn
Der gelernte Maschinenbauingenieur war zunächst Mitglied der West-Berliner Jugendorganisation Sozialistische Jugend Deutschlands – Die Falken mit deutlicher inhaltlicher Distanz zur SPD. Wendt engagierte sich in der Jugendarbeit. Er nahm als 23-Jähriger an der Gründungsversammlung der Alternativen Liste für Demokratie und Umweltschutz (AL) im Jahr 1978 teil und organisierte, dass er die Ausweis-Nr. 1 der 400 Parteimitglieder bekam.
Im Jahr 1981 zog er als einer von neun Mandatsträgern für die AL in das Berliner Abgeordnetenhaus ein (9. Wahlperiode). Aufgrund des damals in der Partei herrschenden Rotationsprinzips legte er sein Mandat bereits 1983 wieder nieder. 1986–1987 wurde Wendt in den ‚Geschäftsführenden Ausschuss‘ der Partei gewählt.
Als 1989 in Neukölln, einem sozialen Brennpunkt der Stadt, nicht wie bei entsprechender Gelegenheit in anderen Bezirken üblich die eher schwache Position des Gesundheitsstadtrats, sondern die des Jugendstadtrats den Grün-Alternativen angeboten wurde, nominierte der zuständige AL-Fachbereich Jugendhilfe Manfred Günther, Manfred Rabatsch sowie auch Michael gegenüber der zuständigen AL-Bezirksgruppe und dem Delegiertenrat. Wendt war allerdings 1987 schwer erkrankt und wegen der „unerklärlichen Durchblutungsblockade in der Wirbelsäule“ seitdem auf einen Rollstuhl angewiesen. Als Wendt, fachlich versiert in Fragen der Jugendarbeit, aber nicht in den anderen Feldern der Kinder- und Jugendhilfe, nach Bedenkzeit kandidierte, traten die beiden Parteifreunde respektvoll zurück. So wurde Michael Wendt intern unumstritten Dezernent des „größten Jugendamts Europas“ und versuchte das damals noch fast Unmögliche: Als inhaltlich und formal links-alternativ engagierter, junger Politiker in einem Kreis von älteren, eher konservativen und oft technokratischen Bezirksstadträten zu wirken und zu bestehen; der laut FAS „Poltergeist“ Heinz Buschkowsky war damals zunächst dort Finanzstadtrat und ab 1991 Bezirksbürgermeister bzw. dessen Stellvertreter. Trotz heftigster Auseinandersetzungen und Widerstände auch in seiner Verwaltung wurde er als Stadtrat wiedergewählt und blieb bis 1995 im Amt. Über Wendts spezielles Politikfeld Jugendarbeit hinaus schloss die Verantwortung für die Kinder- und Jugendhilfe auch die schwer steuerbaren Aufgaben Hilfen zur Erziehung sowie Kindertagesstätten mit ein. 1995 gab es einen Ressortwechsel und Michael Wendt war ebendort bis 1999 Stadtrat für Bildung und Kunst. Anschließend von 1999 bis 2000 wurde er noch für eine Übergangszeit gebeten, die Funktion des Jugenddezernenten im Berliner Bezirk Tiergarten auszuüben. 
Danach war Wendt einige Jahre auch im Vorstand des HVD Berlin aktiv.
Er wurde 2001 in den Landesvorstand der Berliner Grünen gewählt, dem er bis 2003 angehörte. Wegen seiner Krankheit reduzierte er sein Engagement und wirkte seither als Mitgliedes erweiterten Landesvorstandes. Bei der Abgeordnetenhauswahl 2006 trat er als Direktkandidat im Wahlkreis Neukölln 2 an und erhielt 20 % der Erststimmen. Wendt war 2. Vorsitzender des Vereins „Nachbarschaftsheim Neukölln“. Wendt mied Ärzte und starb infolge einer schweren Grippe.